# Negretia pruriens
Negretia pruriens là một loài thực vật có hoa trong họ Đậu. Loài này được (L.) Oken mô tả khoa học đầu tiên năm 1841.